# Гвинс Фолз Ликин Парк
Гвинс Фолз Ликин Парк — объединенный парк в городе Балтимор, штат Мэриленд площадью 492 гектаров. Расположен вдоль ручья Гвинс-Фолз в западной части Балтимора. Парк был образован после слияния парков Гвинс-Фолз и Ликин Парк, разделенных автомобильной дорогой Франклинтаун-роуд на основании решения городского департамента парков и зон отдыха. Объединенные парки представляют собой охраняемую территорию дикой природы, густо засаженные деревьями и в основном оставленные в своем естественном состоянии, благодаря чему в 2000-х годах многие районы парка сильно заросли непроходимой древесно-кустарниковой растительностью и располагали множеством заброшенных грунтовых дорог, вследствие чего Департамент парков и зон отдыха города Балтимора в 2010-х годах начал работы по улучшению внешнего облика парковых зон.
Гвинс Фолз Ликин Парк получил печальную известность в связи соседством с районами города, где существовала высокая криминогенная ситуация. Из-за множества уединенных районов и подъездных путей, на протяжении второй половины 20-го века парк  использовался как место совершения преступлений и место захоронения тел жертв преступлений. C 1946 по 2018 годы на территории парка было обнаружено как минимум 79 тел

## История
Первые участки земли, которые впоследствии стали территорией «Гвин Фолз Парк» появились в 1901 году после решения администрацией Балтимора о создании общественного парка вследствие роста населения города. Однако официально парк был основан в 1908 году. Увеличение территории парка произошло в 1948 году после покупки двух участков земли площадью 121 гектар - у потомков известного Балтиморского изобретателя Томаса ДиКея Уинанса. Деньги на приобретение земли пожертвовал предприниматель Джеймс Уилсон Ликин, который заключил с администрацией города соглашение, на основании условий которого новые участки земли будут официально иметь название «Ликин Парк» в честь его деда Шепарда Ликина, который занимал должность мэра города с 1838 по 1840 годы.
В разные годы правительство города предпринимало планы по реконструкции парка из-за строительства межштатных автомагистралей I-70 и I-170, которые по плану должны были быть проложенными через территорию парка для связывания центра города с районами, расположенными непосредственно к западу от него, однако в 1980-х ни один из планов не был реализован из-за высокой стоимости проектов, так как для этого требовалось провести обширную вырубку зеленых насаждений на территории парка.
Планы строительства нового газопровода через участок парка, густо заросший лесными насаждениями вдоль реки «Дед Ран» также требовали обширной вырубки деревьев. В ходе планирования строительства представители Департамента природопользования и охраны окружающей среды города Балтимора заявили, что прокладка трубопровода будет иметь серьезные последствия для окружающей среды из-за его близости к реке. Несмотря на то, что это было нарушение законодательства в области охраны окружающей среды, исходя из фактических затрат на восстановление нарушенного состояния окружающей среды в соответствии с проектами рекультивационных и иных восстановительных работ, работы по строительству новой ветки газопровода были завершены к лету 2019 года.
Гвинс Фолз Ликин Парк является объектом культурного наследия Балтимора и штата Мэриленд

## Криминальная репутация
Гвинс Фолз Ликин Парк граничит с районами Эдмондсон и Уолбрук, заселенными представителями маргинального слоя общества с высокой криминогенной ситуацией. Ситуация усложнялась наличием районов парка с густыми, иногда непроходимыми зарослями древесно-кустарниковой растительностью и множества коротких тупиковых дорог, ведущих на территорию парка из различных окрестностей города, что способствовало  непопулярности этих районов парка среди населения города и благоприятствующей обстановке для совершения преступлений. Начиная со второй половины 20-го века территория парка использовалась преступниками для совершения преступлений и получила известность как популярное место для сокрытия трупов, благодаря чему парк получил неофициальное прозвище среди населения Балтимора как «крупнейшее незарегистрированное кладбище в городе» (англ. «the city's largest unregistered graveyard»). C 1946 по 2018 годы на территории парка было обнаружено как минимум 79 тел.

## В массовой культуре
Ряд районов парка «Гвинс Фолз Ликин Парк» был использован для антуража в процессе съемок фильма ужасов Ведьма из Блэр: Курсовая с того света. Также название парка как популярное место захоронения тел жертв убийств неоднократно упоминается в эпизодах культовой телевизионной полицейской драмы «Прослушка», действие которой происходит в Балтиморе и его окрестностях.